# جوني فورد
جوني فورد (بالإنجليزية: Johnny Ford)‏ هو سياسي أمريكي، ولد في 23 أغسطس 1942 في الولايات المتحدة. حزبياً، نشط في الحزب الديمقراطي والحزب الجمهوري. وقد انتخب عضو مجلس نواب ألاباما.